# Indio ladino
El indio ladino era una categoría, de origen colonial, para referirse a los indígenas americanos que tenían un dominio de su lengua nativa, como el de la lengua española, así como de otras lenguas (latín u otras lenguas indígenas). Estos indígenas se caracterizaban por ser muy cultos e inteligentes, así como porque se adaptaron con facilidad a las costumbres occidentales y los rituales cristianos, facilitando la integración de los indígenas al dominio español.

tienen por ladino, que quiere dezir persona intelijente y hábil […] pues estos yndios hablan en muchas lenguas.
F. Gómez, 1621

## Reseña histórica
Los españoles, en los primeros años del Imperio, empezaron a llamar ladinos a los indígenas que sirvieron de traductores a los conquistadores y a los funcionarios públicos de la corona. Estos indígenas eran quienes sabían leer, escribir y habían recibido algún grado de instrucción académica de parte de los españoles. En otros casos se usaba para referirse a los indígenas cultos, sabios, inteligentes y habilidosos.

Don Diego de Figueroa, yndio muy ladino, de mucha razón, que es Alcalde Maior delos naturales y buen escribano, el cual por ser tal justicia y gobernador dellos, los tiene todos tan coguocidos de muchos años a esta parte.
A. Cisneros, 1576

Pero, en el contexto del mestizaje social y cultural de Hispanoamérica, también servía para referirse a aquellos indígenas que pasaron por un proceso de ladinización (ladino era una deformación de latino, una forma de llamarle al español antiguo) y por lo cual terminaban españolizados y con costumbres mestizas, en contraste con el proceso de indianización de grupos hispano-criollos que adoptaron las costumbres nativas por el contacto con los indígenas. Con el tiempo, estos indígenas ayudaban de mediadores culturales en la sociedad virreinal, entre la República de indios y la República de españoles. En momentos de rebeliones indígenas, generaban temores tanto a rebeldes indígenas como a autoridades virreinales por la cuestión de sus lealtades.

no había dos mundos marcadamente escindidos (hispanocriollos e indios), como se podría constatar en Jujuy, tampoco un barrido y marginado a frontera indígenado como en la Córdoba sur, aquí [San Miguel de Tucumán] hallamos un mundo mucho más difícil de separar, ladino y mestizo
Noli 2012: 14

Con el tiempo, la palabra ladino empezó a tener connotaciones peyorativas, implicando una astucia mal habida. Esto fue porque hubo ladinos que, pese a ser maltratados por amos españoles, mantuvieron su lealtad a sus amos para escalar en el sistema social, mientras eran despreciados. Por otra parte, sectores indigenistas los consideraban despreciables por ser portavoces de una «ideología colonialista».